# Amministrazione dell'aviazione civile della Cina
L'Amministrazione dell'aviazione civile della Cina, noto internazionalmente in lingua inglese come Civil Aviation Administration of China ed abbreviato in CAAC (in cinese: 中国民用航空局|中國民用航空局, pinyin: Zhōngguó Mínyòng Hángkōng Jú), precedentemente Amministrazione generale dell'aviazione civile della Cina (in cinese: 中国民用航空总局|中國民用航空總局, pinyin: Zhōngguó Mínyòng Hángkōng Zongjú), è l'autorità per aviazione civile del Ministero dei trasporti della Repubblica popolare cinese.
La CAAC sorveglia l'aviazione civile e indaga incidenti aerei ed inconvenienti. Come autorità aeronautica competente per la Cina, ha concluso accordi sull'aviazione civile con altre autorità aeronautiche, comprese quelle delle regioni ad amministrazione speciale della Repubblica popolare cinese, che sono classificate come "special domestic". L'agenzia ha sede nel distretto di Dongcheng a Pechino.
La CAAC non condivide la responsabilità di gestire lo spazio aereo della Cina con la Commissione militare centrale nel quadro delle normative della legge dell'aviazione civile della Repubblica popolare cinese (中华人民共和国民用航空法). Essendo subordinata al traffico militare, il settore dell'aviazione civile non-commerciale è piuttosto limitato. L'aviazione generale e privata in Cina è relativamente rara rispetto ai paesi sviluppati.

## Storia
La CAAC è stata costituita il 2 novembre 1949, poco dopo la fondazione della Repubblica popolare cinese, per gestire tutti i trasporti aerei non militari nel paese, oltre a fornire servizi di volo generale e commerciale (similmente ad Aeroflot in Unione Sovietica). Inizialmente era gestita dall'Aeronautica dell'Esercito Popolare di Liberazione, ma è stata trasferita sotto il diretto controllo del Consiglio di Stato nel 1980.
Nel 1987 la divisione aerea di CAAC è stata divisa in un certo numero di compagnie aeree, ciascuna prende il nome dalla regione della Cina dove aveva il suo hub. Da allora, CAAC agisce esclusivamente come agenzia governativa e non fornisce più servizi commerciali di volo.
Nel marzo 2008, l'agenzia ha cambiato nome in Civil Aviation Administration of China (中国民用航空局) ed è diventata una controllata del nuovo Ministero dei Trasporti.

## La CAAC come compagnia aerea

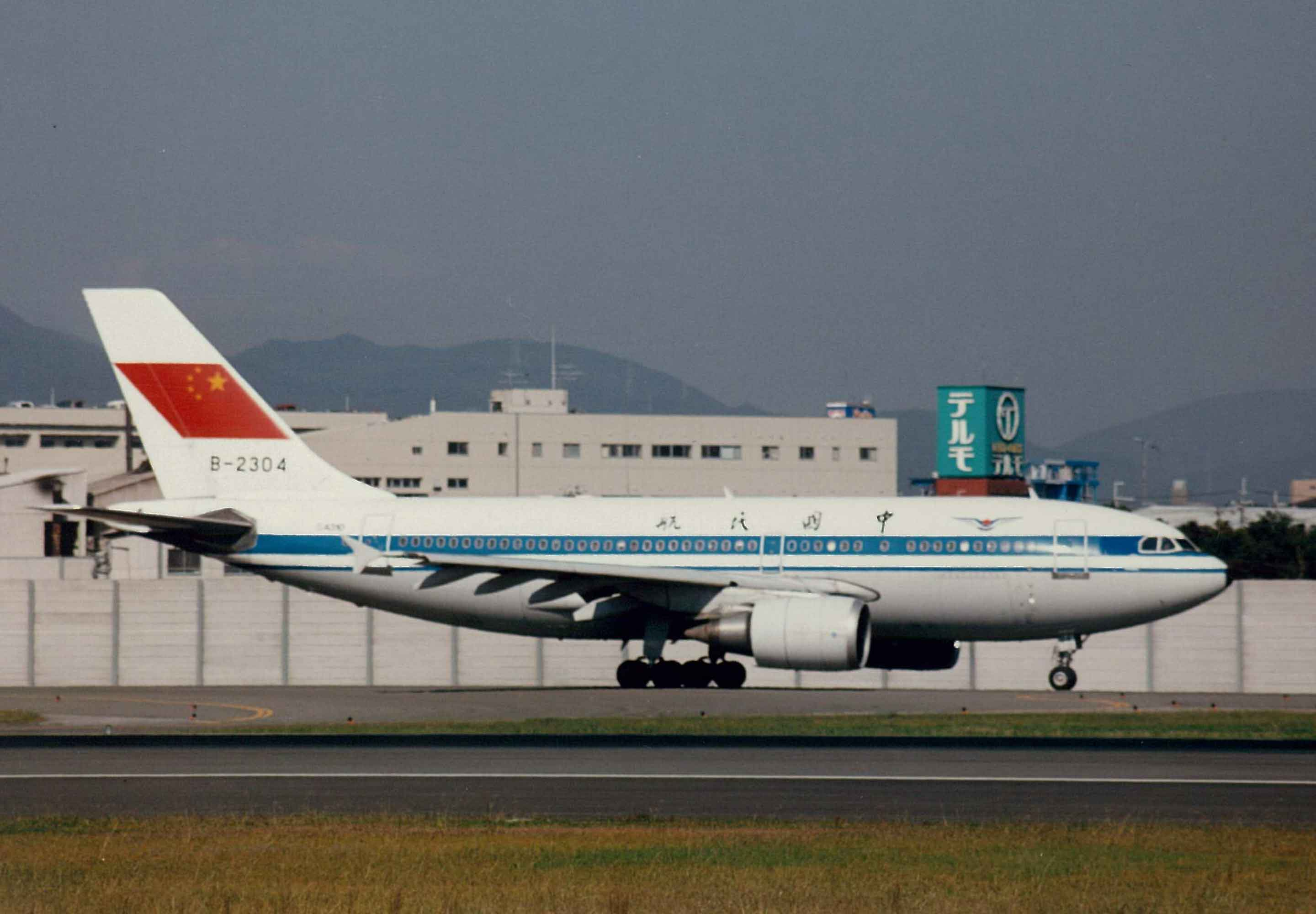
Un Airbus A310-304 della CAAC

La CAAC ha iniziato ad operare voli di linea nazionali per le città in Cina nel 1949 mentre nel 1962, la ha iniziato ad operare voli internazionali.
Nel 1987, la CAAC fu suddivisa in 6 compagnie diverse ognuna con il nome della regione geografica della posizione del loro quartier generale e delle aree funzionamento principali:
- Air China (che ha ereditato i codici IATA e ICAO dell'originale CAAC, basata a Pechino)
- China Eastern Airlines (basata a Shanghai)
- China Southern Airlines (basata a Canton)
- China Northwest Airlines (basata a Xi'an, nel 2002 fusa in China Eastern Airlines)
- China Northern Airlines (basata a Shenyang, nel 2003 fusa in China Southern Airlines)
- China Southwest Airlines (basata a Chengdu, nel 2002 fusa in Air China)

La compagnia utilizzò il codice vettore IATA CA solo sui voli internazionali, i voli interni non sono stati prefissati con il codice della compagnia aerea.
La livrea CAAC era caratterizzata dalla bandiera nazionale cinese sullo stabilizzatore verticale, con strisce blu e la versione cinese del logo CAAC (autografata da Zhou Enlai) su una fusoliera bianca.

### Flotta
La flotta della CAAC nel 1987
- Airbus A300
- Airbus A310
- Antonov An-12
- Antonov An-24/Xian Y-7
- Antonov An-30
- BAe 146
- Boeing 707
- Boeing 727-200
- Boeing 737-200
- Boeing 747SP
- Boeing 747-200
- Boeing 757
- Boeing 767
- Boeing 777
- Hawker Siddeley Trident 2E
- Ilyushin Il-18
- Lockheed L-100 Hercules
- McDonnell Douglas DC-9
- McDonnell Douglas MD-82
- Tupolev Tu-154B
- Tupolev Tu-154M
- Vickers VC10
- Vickers Viscount
- Yakovlev Yak-42

Aviazione generale
- Aérospatiale Alouette SA-319
- Boeing 234
- Harbin Y-11
- Harbin Z-5
- Mil Mi-8
- Shijiazhuang Y-5

La flotta della CAAC ritirata prima del 1987
- Ilyushin Il-14 (ritirato nel 1982)
- Ilyushin Il-62 (ritirato nel 1986)
- Lisunov Li-2 (ritirato nel 1981)
- Lockheed L-188 (ritirato nel 1980)
- Shanghai Y-10 (Prototipo, non entrò mai in servizio)
- Vickers Vanguard (ritirato nel 1984)